# Хосе Марія Рохас Гаррідо
Хосе Марія Рохас Гаррідо (ісп. José María Rojas Garrido; 7 червня 1824 — 18 липня 1883) — колумбійський державний і політичний діяч, виконував обов'язки президента Сполучених Штатів Колумбії, поки новообраний президент Томас Сіпріано де Москера був послом у Парижі.

## Біографія
Народився 1824 року в Аградо. Вивчав право в Боготі в Коледжі святого Варфоломія, 1847 року здобувши ступінь з юриспруденції.
1851 року президент Хосе Іларіо Лопес, який був його близьким другом, призначив його губернатором провінції Нейва. 1856 року Рохаса було обрано до Палати представників колумбійського парламенту від штату Антіокія, а невдовзі президент Хосе Марія Обандо призначив його на посаду повіреного в справах у Венесуелі. За президентства Москери Рохас чотири рази був міністром закордонних справ. Окрім того, в 1862—1863 роках він також контролював військове та військово-морське міністерство. 1864 року він знову повернувся до Венесуели — того разу на посаду посланця та спеціального комісара. Після повернення на батьківщину його було обрано членом Верховного суду.
Ухвалена 1863 року Конституція Сполучених Штатів Колумбії ліквідувала в країні пост віцепрезидента та запровадила пости «Designado Presidencial» — першого (Primer), другого (Segundo) та третього (Tercer); Особи, які займали ті посади, мали виконувати обов'язки президента (в зазначеному порядку) в разі його відсутності (а також неможливості виконання президентських обов'язків попереднім Designado Presidencial). 17 лютого 1866 року Конгрес обрав Хосе Марію Рохаса на посаду Primer Designado Presidencial на поточний календарний рік.
За результатами президентських виборів 1866 року перемогу здобув Томас Сіпріано де Москера. В зв'язку з тим, що останній на той час був послом у Парижі, та не встигав повернутись до країни до початку нового президентського терміну, Хосе Марія Рохас відповідно до Конституції за відсутності обраного президента став в. о. голови держави до його прибуття.
Після передачі повноважень Рохас залишився при владі — він знову отримав пост секретаря іноземних справ. 1870 року його було переобрано до Верховного суду, а 1872 року він брав участь у президентських виборах, але програв їх. Хосе Марія Рохас залишався членом Верховного суду до самої своєї смерті 1883 року від набряку легень.